# Le Mariage du lieutenant Laré
Le Mariage du lieutenant Laré est une nouvelle de Guy de Maupassant, parue en 1878.

## Historique
Le Mariage du lieutenant Laré est initialement publiée dans la revue La Mosaïque du 25 mai 1878, sous le pseudonyme Guy de Valmont.  
La toile de fond du récit est la retraite de l’armée française pendant la Guerre franco-allemande de 1870. Les versions ultérieures de la nouvelle n’ont pas cette fin heureuse.

## Résumé
1871. La France est en guerre contre la Prusse. Le lieutenant Laré, qui a déjà plusieurs exploits à son crédit depuis le début du conflit, reçoit comme mission d’aller au secours d’une troupe française menacée d’anéantissement à Blainville.
Il part de nuit avec trois cents hommes. Quand il arrive près du château de Blainville, il porte secours à un vieillard et sa fille qui fuient l’avancée des armées allemandes. L’homme dit être sommelier au château de Ronfé, il a vu les Allemands fusiller des civils.
Sur ordre du lieutenant, la jeune fille épuisée est portée sur une litière à tour de rôle par la troupe. Quand ils arrivent à destination, au matin, un combat s’engage contre les Prussiens qui finissent par reculer provisoirement. Le général français présente le lieutenant au vieillard qui s’avère être le comte de Ronfé-Quédissac. 
Un an plus tard, le capitaine Laré épouse Mademoiselle de Ronfé-Quédissac.

## Édition française
- Le Mariage du lieutenant Laré, dans Misti, recueil de vingt nouvelles de Maupassant, Éditions Albin Michel, Le Livre de poche no 2156, 1967.
- Le Mariage du lieutenant Laré, dans Maupassant, Contes et Nouvelles, tome I, texte établi et annoté par Louis Forestier, éditions Gallimard, Bibliothèque de la Pléiade, 1974  (ISBN 978 2 07 010805 3).